# 楊春芳 (嘉靖進士)
楊春芳（15世紀—16世紀），南直隶安庆府宿松縣人，民籍，明朝政治人物。

## 生平
正德十一年（1516年）丙子科應天府鄉試第三名舉人，嘉靖五年（1526年）丙戌科三甲一百八十五名進士，獲授行人司行人。十一年五月选授福建道试御史，十三年五月因事被逮入狱，赎杖还职。十四年巡按貴州，以平定都匀界中夷酋王阿向，升俸一级。十六年浙江巡盐。

## 引用
1. ↑  《明世宗肃皇帝实录卷之一百三十八》：嘉靖十一年五月癸丑，选授太常寺博士王昺、行人周汝员、冯震、蔡靉、柯乔、宋茂熙、白贲、曾守约、李实、杨爵、李凤、张子立、杨春芳、知县沈一定、王桥、邹尧臣、蒋瑜俱试御史理刑，昺、一定河南道；汝员、靉浙江道；震、乔贵州道；茂熙云南道；贲广西道；守约江西道；实、桥、尧臣狭西道；爵山东道；凤、子立湖广道；春芳、瑜福建道。
2. ↑  《明世宗肃皇帝实录卷之一百三十八》：嘉靖十一年五月癸丑，逮云南道御史赵元夫、福建道御史杨春芳、鸿胪寺序班李复启、姚卓下诏狱，是日早朝元夫等紏仪，不俟承旨輙起，复启等又失紏举，遂并罪之。